# Simorre
Simorre é uma comuna francesa na região administrativa da Occitânia, no departamento de Gers. Estende-se por uma área de 35.85 km², e possui 711 habitantes, segundo o censo de 2018, com uma densidade de 20 hab/km².